# Lidiane Lopes
Lidiane Lopes (* 1. September 1994 in Espargos) ist eine ehemalige kap-verdische Leichtathletin, die sich auf den Sprint spezialisiert hat.

## Sportliche Laufbahn
Erste internationale Erfahrungen sammelte Lidiane Lopes im Jahr 2011, als sie bei den Jugendweltmeisterschaften nahe Lille mit 26,69 s in der ersten Runde im 200-Meter-Lauf ausschied. Im Jahr darauf wurde sie bei den Juniorenweltmeisterschaften in Barcelona im Vorlauf über 100 Meter disqualifiziert und startete anschließend über diese Distanz bei den Olympischen Sommerspielen in London und schied dort mit 12,72 s in der ersten Runde aus. 2013 schied sie bei den Spielen der Frankophonie in Nizza mit 12,85 s und 26,17 s jeweils im Vorlauf über 100 und 200 Meter aus und im Jahr darauf gewann sie bei den Spielen der Lusofonie in Goa in 25,07 s die Silbermedaille über 200 Meter hinter der Inderin Rengitha Chellah und im 100-Meter-Lauf belegte sie in 12,49 s den vierten Platz. 2015 schied sie bei den Weltmeisterschaften in Peking mit neuem Landesrekord von 12,43 s in der ersten Runde über 100 Meter aus und anschließend schied sie bei den Afrikaspielen in Brazzaville mit 12,55 s und 25,53 s jeweils im Vorlauf über 100 und 200 Meter aus. Im Jahr darauf schied sie bei den Ibero-Amerikanischen Meisterschaften in Rio de Janeiro mit 12,67 s nicht über den Vorlauf über 100 Meter hinaus und anschließend schied sie bei den Olympischen Sommerspielen ebendort mit 12,38 s in der Vorausscheidungsrunde aus. 2018 bestritt sie ihre letzten offiziellen Wettkämpfe und beendete daraufhin ihre aktive sportliche Karriere im Alter von 27 Jahren.

## Persönliche Bestzeiten
- 100 Meter: 12,38 s (−0,2 m/s), 12. August 2016 in Rio de Janeiro
  - 60 Meter (Halle): 7,87 s, 31. Januar 2015 in Val-de-Reuil
- 200 Meter: 25,53 s (+0,8 m/s), 16. September 2015 in Brazzaville
  - 200 Meter (Halle): 25,11 s, 1. Februar 2015 in Val-de-Reuil (Landesrekord)